# Antagomir
Antagomire sind eine neue Klasse von chemisch synthetisierten Oligonukleotiden, die genutzt werden, um zelleigene microRNA-Moleküle stillzulegen.
Der Ausdruck Antagomir setzt sich zusammen aus den Wörtern „Antagonist“ (dt. Gegenspieler) und mikroRNS (engl. microRNA oder miRNA), was „kleine Ribonukleinsäure“ bedeutet.
Ein Antagomir ist eine kleine synthetische RNA, die perfekte Komplementarität zu einer spezifischen zellulären Ziel-miRNA aufweist. Da RNA-Moleküle vergleichsweise instabil sind, werden Antagomire meist mit einer Modifikation hergestellt, die sie resistent gegenüber einem enzymatischen Abbau in der Zelle machen. Dazu wird außerdem eine Fehlpaarungsbase an der Schnittstelle für das Ago2(Argonaut-2)-Protein, ein Teil des RNA-verarbeitenden RISC-Komplexes, eingebaut.
Der Wirkmechanismus der Antagomire ist zurzeit noch unklar; es wird aber vermutet, dass die Antagonistenmoleküle irreversibel an ihre Ziel-miRNA binden und so ihre Funktion unterbinden.
Antagomire können in der Biowissenschaft als eine Methode genutzt werden, um die Aktivität von miRNA konstitutiv zu inhibieren.